# シェワネラ・プトレファシエンス
シェワネラ・プトレファシエンス( Shewanella putrefaciens )はグラム陰性細菌の種の一つである。海洋や、ニューメキシコ州のモリソン層(英: the Morrison Formation<英語版>)の砂岩の嫌気環境下で単離される 。S. putrefaciens は通性嫌気性菌である。鉄還元能とマンガン代謝能を持ち、電子伝達系の最終電子受容体に鉄とマンガンを利用することができる。臭気物質トリメチルアミンを産生する海洋微生物であり、魚介類の腐敗臭の原因菌の一つである。種名のputrefaciensは、腐敗を意味するputridに由来する。
S. putrefaciensは固体培地と液体培地のいずれであっても明るいピンク色の外観であり、生育は速い。固体培地でのコロニーはピンクの円形であり、液体培地ではその培地全体をピンク色の色相に変える。血液寒天培地では典型のコロニーは凸状で大きく褐色であり、コロニーの周囲の寒天は緑化する。非ラクトース発酵性であり、マッコンキー寒天培地で確認することができる。Shewanella属は一般にTSI斜面培地で硫化水素を産生する。
この細菌がヒトに対して病原性を示すことは稀であるが、菌血症の事例がいくつか報告されている。
S. putrefaciens は6価ウランを還元してエネルギーを取り出せる数少ない種の一つである 。このような細菌は、自然界でウラン鉱床が形成されるうえで重要である。CN32株では代謝の可変性が非常に高く、CN32株は嫌気条件では酸素の代わりに金属、半金属、さらには放射性核種を還元することができる。生育に必要ではないが、以下の還元反応を行うことができる。
- Fe(III)　→　Fe(II)
- Mn(IV)　→　(Mn(III)を経由)　→　Mn(II)
- V(V)　→　V(IV)
- Tc(VII)　→　Tc(V/IV)
- U(VI)　→　U(IV)

これらの還元反応ゆえにS. putrefaciensは貧栄養の土壌深部における有機化合物の分解や、通常の微生物では難分解性の有機化合物(ニトロベンゼンなど)の分解除去(バイオレメディエーション)に活用可能である。